# Myotragus balearicus
Myotragus balearicus var ett getdjur som levde på Mallorca och Menorca fram till år 3000 f.Kr.
Myotragus balearicus är ett exempel på den särpräglade däggdjursfauna som under slutet av tertiär utvecklades i Medelhavsområdet sedan Atlanten brutit igenom Gibraltar sund och djurpopulationerna isolerades för 3 miljoner år sedan. De flesta utrotades sedan människorna tagit öarna i besittning, men Myotragus balearicus överlevde under flera tusen år jämsides med människornas ankomst till öarna. Först sedan man för in tamgetter och tamfår utrotas arten. Möjligen har befolkningen på ön försökt domesticera Myotragus balearicus.
Ett fynd från en grotta listas ibland som den andra arten i samma släkte, Myotragus kopperi.